# Narycia phaulodes
Narycia phaulodes är en fjärilsart som beskrevs av Edward Meyrick 1893. Narycia phaulodes ingår i släktet Narycia och familjen säckspinnare. Inga underarter finns listade i Catalogue of Life.